# 1963 في لبنان
فيما يلي قوائم الأحداث التي وقعت خلال عام 1963 في لبنان.

## رياضة
- 1 يناير – كأس العرب لكرة القدم 1963

## مواليد

### يناير
- 1 يناير – حسن عز الدين
- 1 يناير – حسين ابيش كاتب أمريكي.
- 1 يناير – زياد دويري مخرج أفلام لبناني.
- 1 يناير – ماري كيروز مغنية لبنانية.

### فبراير
- 22 فبراير – كارمن لبس ممثلة لبنانية.

### يوليو
- 11 يوليو – غيداء طلال

### سبتمبر
- 10 سبتمبر – باسل فليحان

### ديسمبر
- 15 ديسمبر – إبراهيم سيناء

## وفيات

### أبريل
- 21 أبريل – أسد ملحم جمال (مواليد 1895) ضابط وسياسي وكاتب لبناني.

### سبتمبر
- 19 سبتمبر – شارل قرم (مواليد 1894)